# 드림코리아
드림코리아 위키정책백과는 대한민국의 정부가 개설한 위키방식의 국가정책에 대한 홍보 및 의견 수렴을 위한 웹 사이트였다.

## 개설
미래기획위원회와 대한민국건국60년기념사업위원회, 문화체육관광부가 국민들이 정책 수립과정에 직접 참여할 수 있도록 2008년 10월 8일 개설하였다.

## 구성
드림코리아는 '미래비전백과'와 '우리동네생활공감백과' 두 가지로 구성되어 있으며, 미래비전백과에는 미래 한국에 대한 정책의견을 개진할 수 있고, 우리동네생활공감백과에는 실생활에서 겪는 불편함에 대한 개선을 제안할 수 있다.

## 저작권
드림코리아에 게시되는 글은 크리에이티브 커먼즈의 저작자표시 - 비영리 - 변경금지 2.0 라이선스에 따라 배포할 수 있다.